# Patiscus cephalotes
Patiscus cephalotes är en insektsart som först beskrevs av Henri Saussure 1878.  Patiscus cephalotes ingår i släktet Patiscus och familjen syrsor. Inga underarter finns listade i Catalogue of Life.